# ジェイムズ・ハーラン (内務長官)

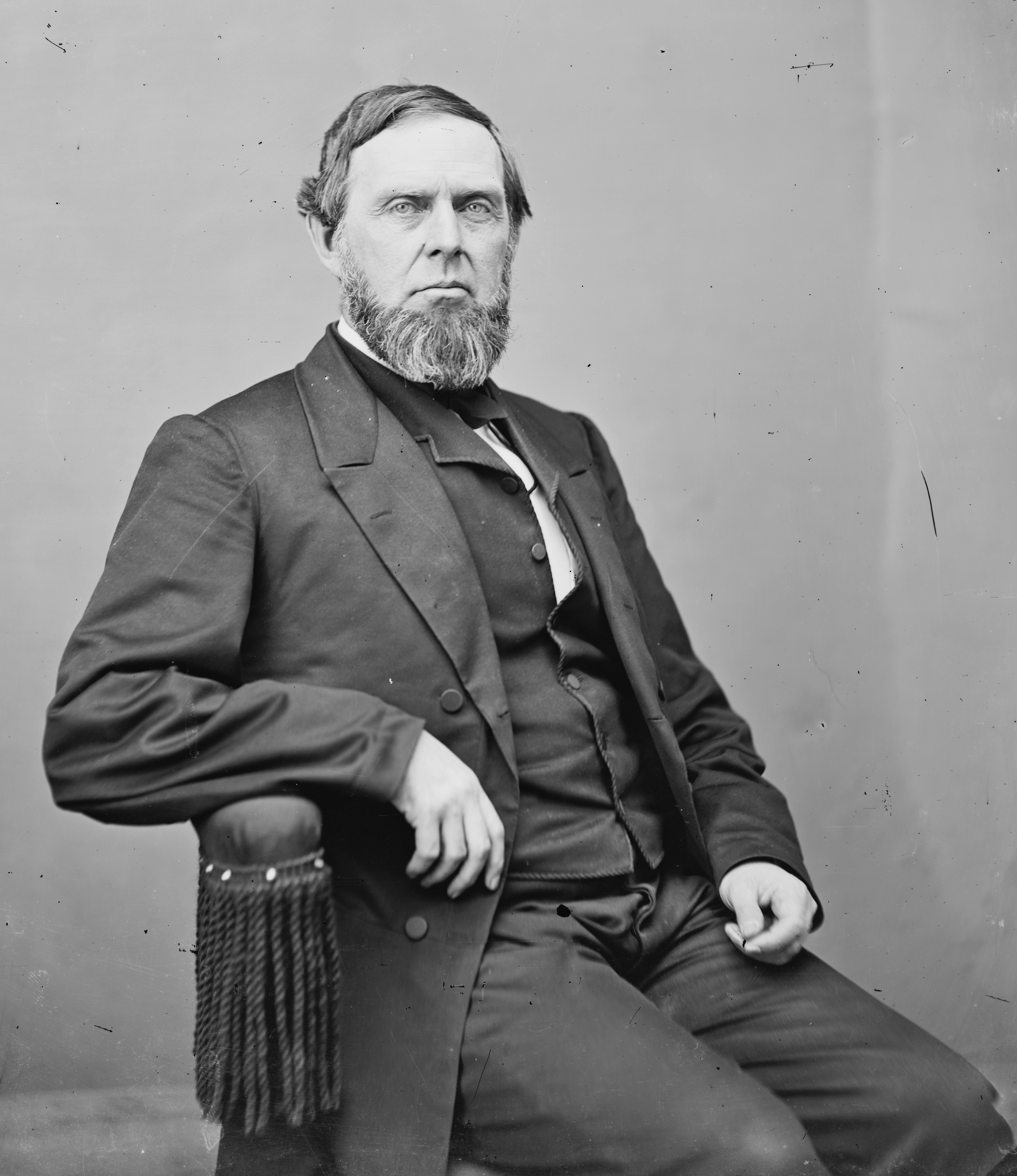
ジェイムズ・ハーラン

ジェイムズ・ハーラン（James Harlan, 1820年8月26日 - 1899年10月5日）は、アメリカ合衆国の政治家。アンドリュー・ジョンソン政権で第8代アメリカ合衆国内務長官を務めた。

## 生い立ちと初期の経歴
1820年8月26日、ハーランはイリノイ州クラーク郡において誕生した。ハーランは1824年に家族とともにインディアナ州に移住した。ハーランは地元の公立学校で学び、父の農園業の手伝いをした。ハーランは1841年まで教職を務めた後、インディアナ・アズベリー大学（後のディポー大学）に入学し、法律を学んだ。ハーランは1845年に大学を卒業すると、アイオワ州アイオワシティに移った。

## アイオワ州での活動
ハーランはアイオワシティにおいてアイオワシティ大学を創設し、1846年から1847年まで学長を務めた。同大学は間もなく廃校となった。ハーランは1847年から1848年までアイオワ州の初代教育長を務めた。ハーランは法律を勉強し、1850年に弁護士として認可を受けると、アイオワシティにおいて弁護士業を開業した。ハーランは1850年にホイッグ党からアイオワ州知事への立候補を打診されたが、辞退した。ハーランは1853年から1855年までウェズリアン大学の学長を務めた。

## アメリカ合衆国上院議員 (1855-1865)
1855年、ハーランは自由土地党から連邦上院議員に選任された。ハーランの着任は、州の信任状の提出が遅れたため、1855年12月31日になされた。1857年1月、連邦上院はハーランの選任手続きに不正があったとして、着任の無効を宣言した。ハーランは共和党員としてあらためて州議会の信任を受け、再着任した。ハーランはその後、連邦上院議員を1865年まで務めた。ハーランは連邦上院において、第37議会から第39議会まで公有地委員会委員長を務めた。南北戦争直前の1861年には、ワシントンD.C.で開催された南北平和会議にイリノイ州代表として参加し、差し迫った戦争を防ぐため尽力した。

## アメリカ合衆国内務長官
1865年5月、ハーランはアンドリュー・ジョンソン大統領から内務長官への就任要請を受けた。ハーランはその依頼を受け、連邦上院議員を辞職して内務長官に就任した。ハーランは内務省内部の腐敗を除去し、清廉な組織「クリーン・ハウス」を構築することを掲げた。ハーランは事務官を務めていた詩人ウォルト・ホイットマンを、詩集『草の葉』で反道徳的な言及をしたとして解職した。1866年、ハーランはジョンソン大統領の保守的なレコンストラクション政策に不満を抱き、ジョンソン大統領をこれ以上は政治的に支援できないとして内務長官を辞職した。

## アメリカ合衆国上院議員 (1867-1873)
1867年、ハーランは連邦上院議員に再任された。ハーランは1873年まで連邦下院議員を務めた。ハーランは連邦上院において、第40議会にコロンビア特別区委員会委員長と教育委員会委員長を、第41議会から第42議会までインディアン委員会委員長を務めた。

## 晩年
1899年10月5日、ハーランはアイオワ州ヘンリー郡のマウントプレザントで死去した。ハーランの遺体はマウントプレザント市内のフォレストホーム墓地に埋葬された。

## 家族
ジェイムズ・ハーランの父親はアイルランドからの移民の子孫サイラス・ハーラン (Silas Harlan, 1792-1868)、母親は同じくアイルランドからの移民の子孫メアリー・コンリー (Mary Conley, 1796-1896) であった。
1845年11月9日、ハーランはアイオワ州グリーンキャッスルにおいてアン・エリザ・ペック (Ann Eliza Peck, 1824-1884) と結婚した。2人の間には以下の子供が生まれた。
1. メアリー・ユーニス・ハーラン (Mary Eunice Harlan, 1846-1937) - ロバート・トッド・リンカーンと結婚
2. サイラス・ジェイムズ・ハーラン (Silas James Harlan, 1850-1850)
3. ウィリアム・アーロン・ハーラン (William Aaron Harlan, 1852-1876)
4. ジュリア・ジョセフィン・ハーラン (Julia Josephine Harlan, 1856-1862)